# Patates dauphine

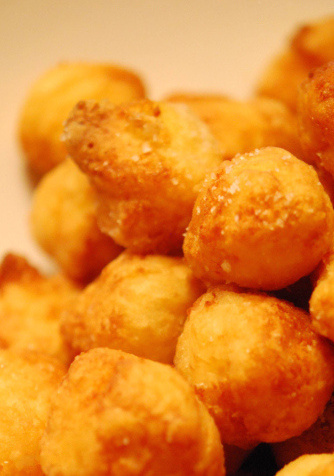
Patates dauphine.

Les patates dauphine (en francès: pommes dauphine) són una especialitat culinària francesa feta a base de puré de patates i de pasta de lioneses.
Després de barrejar puré de patates sec i consistent amb pasta de lioneses, mantega i ous, es formen una boletes a mà o amb una mànega pastissera, del gruix d'una nou (la pasta de lioneses fa que engreixen durant la fregida). Es fregeixen en oli abundant fins que siguin daurades. Tradicionalment se serveixen en acompanyament de carns, però poden acompanyar d'igual manera hortalisses i peixos.
El nom de la recepta hauria aparegut per primera vegada el 1864 sota el nom de pommes à la dauphine i el 1891 com pommes dauphine.

## Variants
- Pommes Lorette: el puré porta formatge gruyère ratllat, i en comptes de boletes es formen petits croissants de pasta que es fregeixen.